# Torrijo del Campo
Pour les articles homonymes, voir Torrijo.
Torrijo del Campo est une ville située dans la province de Teruel, Aragon, Espagne. Selon le recensement de 2018 (INE), la commune compte 447 habitants.

## L'histoire
Il a été nommé Torrijos entre 1495 et 1646, rebaptisé plus tard Torrijo de 1713 à 1797, et ajoutant del Campo à partir de 1834. Le nom de lieu dérive du latin et signifie tourelle, ce qui pourrait signifier qu'il s'agissait d'un poste de surveillance aux frontières dans les différents conflits entre la couronne d'Aragon et la couronne de Castille.
Torrijo appartenait à la sesma de la rivière Jiloca dans la Communauté des villages de Daroca et il était déjà enregistré dans l'archiprêtre de Daroca en 1280. Il a été attribué à Sobrecullida, Vereda et Corregimiento de Daroca à des moments différents, étant un village jusqu'en 1711, un lieu en 1785 et une ville appartenant au partido judiciaire de Calamocha depuis 1834.
Les travaux archéologiques réalisés dans la région ont confirmé la présence de cultures anciennes, comme dans le cas du Cerro del Moro , une zone qui servait d'ancien cimetière et où des poteries ont été trouvées. Cette colonie de forme ovale conserve comme seul vestige un creux dans la roche qui a peut-être été utilisé comme citerne.
Des vestiges archéologiques ont également été trouvés dans la région des ères où des fragments de poterie ibérique sont apparus, dans la région de Massada où des poteries médiévales ont été trouvées ou dans le site ibérique de La Balseta. En outre, en 1996, une plaque de bronze avec une inscription ibérique a été trouvée sur la route de Huertos Altos, appelée le bronze de Torrijo . Cette découverte a été déposée pour étude au Musée de Teruel.
D'autres vestiges archéologiques sont la Villaverde  inhabitée, une ville ibérique où des fragments de poterie romaine et médiévale ont été trouvés.
De plus, entre Torrijo et Monreal del Campo, il y avait une ville médiévale appelée Villacadima , dont plusieurs bâtiments sont conservés, y compris les balises en pierre qui la délimitaient et dans lesquelles son nom est gravé. Villacadima était un lieu majestueux, appartenant à la famille Catalan de Ocón, qui n'était pas soumis au droit royal ou communautaire. Pour cette raison, il servait souvent de refuge aux criminels de la région. En 1311, et après l'ordre du roi Jaime II de l'acquérir, il fut incorporé à la Communauté de Villages de Daroca. Il est prouvé qu'au XIVe siècle, Villacadima avait déjà disparu, si bien que ses termes sont passés à la municipalité de Monreal.

## Symboles municipaux
En tant que maire Miguel Ángel Meléndez (Partie Populaire), le conseil municipal de Torrijo a lancé un dossier pour l'adoption d'un blason et d'un drapeau municipal qui s'est terminé par l'autorisation du gouvernement d'Aragon par le décret 100/1997, du 10 juin, de les adopter.
Selon ce décret, les armoiries devraient avoir la forme suivante: «un blason rectangulaire en vert, portant une tour dorée à base circulaire, crénelée en sable et clarifiée en azur; une base en argent, portant deux écussons avec le signe royal d'Aragon et sur le fond deux autres, plein azur. La crête, une couronne royale ouverte " .
De son côté, le drapeau devait être «en drap bleu, proportion 2/3, avec un écusson du signe royal d'Aragon à chacun de ses coins; à l'arbre une bande horizontale de 1/3 de la longueur du tissu avec une tour jaune, avec la porte et les fenêtres vertes placées à l'intérieur d'un losange blanc " .

## Patrimoine
- Église paroissiale catholique de San Pedro, 18e siècle.
- Ermitage de San Fabián et San Sebastián. Détruit l'ancien du XVe siècle, le moderne du XXe siècle.
- Ermitage de Santa Bárbara, du début du XXe siècle.

## Personnalités

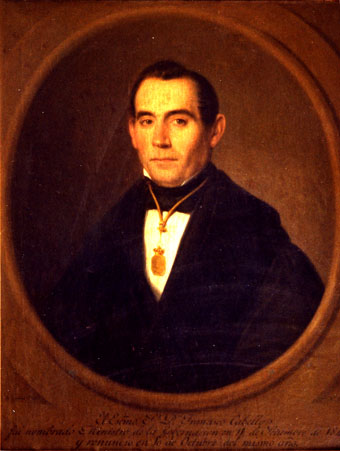
Francisco Cabello Rubio, Ministre de l'Intérieur

Parmi ses voisins, on trouve des personnalités illustres telles que Francisco Cabello Rubio , homme politique et juriste aragonais qui a occupé le poste de gouverneur civil dans les provinces de Teruel, Castellón et Valence jusqu'à ce qu'en 1840 il soit nommé Ministre de l'Intérieur.
Dans le domaine politique, se démarque également Gabriel Campo Arpa , dont le fils José Campo Pérez  était maire de Valence. José a été nommé Marqués de Campo par Alfonso XII en 1875. Le frère de Gabriel Campo Arpa, Pedro Campo Arpa , était un militaire qui a participé avec le grade de colonel à la signature de l'acte final de la guerre d'indépendance du Salvador. Son fils, Rafael Campo Pomar , est devenu président du Salvador.
Un autre illustre voisin de Torrijo del Campo est Fray León Villuendas Polo , professeur d'exégèse à Rome, procureur général en Terre Sainte, définiteur général et président de l'Athénée pontifical de Rome. En 1944, il est nommé évêque de Teruel.
Julián Torrijo Sánchez , un autre voisin de Torrijo, a été béatifié en 2001 par le pape Jean Paul II.
On retrouve également des chanteurs comme José María Julve Terrado  et Jesús Benito Rubio, ou le forgeron Antonio Edo Martín  dont les travaux manuels ont été exposés dans diverses expositions tenues au Musée du Teruel en plus d'être choisi à Barcelone pour l'exposition des "Artistes catalans en La forge".
Le nageur Teo Edo Farré , qui a participé aux Jeux Olympiques de Sydney 2000 où il a obtenu la 24e place au 1500 mètres nage libre, est également un descendant de Torrijo del Campo.
Dans le monde académique, on retrouve Calixto Plumed Moreno, professeur à l'Ecole Universitaire d'Infirmières et de Physiothérapie "San Juan de Dios"; Julio Palacios Martínez, éminent scientifique membre de la Société royale espagnole de physique et de chimie et de l'Académie royale espagnole; Pascual Rubio, professeur au Département de géographie et d'aménagement du territoire de l'Université de Saragosse; et Francisco Gascón Latasa, professeur de physique à l'Université de Séville.

## Économie
Après la disparition progressive des cultures de safran, qui à Torrijo del Campo avaient une grande importance non seulement économiquement mais aussi traditionnellement, ses habitants concentrent principalement leur activité sur l'agriculture céréalière pluviale et dans certains vergers irrigués, prairies et zones forestières. L'élevage est également pertinent, où un grand nombre de fermes porcines, ovines, bovines et lapines se démarquent. En outre, les villes voisines de Calamocha et Monreal del Campo sont la destination d'emploi de Torrijanos et Torrijanas, qui complètent ainsi l'économie familiale.